# 切古圖區
切古圖區（英語：Chegutu District）為辛巴威西馬紹納蘭省轄下之區份，2012年人口普查中該區份人口有153,655人。

## 地理
切古圖區坐落於辛巴威中北部西馬紹納蘭省境內，東北邊與茲文巴區接壤，西南邊與卡多馬區接壤。切古圖為該區主要城鎮，坐落於首都哈拉雷西南方，兩地相距約120公里。此區下分29個行政區（Wards）。

## 人口
根據2012年人口普查，切古圖區人口有153,655人，其中男性有76,989人，女性有76,666人。若人口以居住地區分，則134,141人居住在本區，6,921人居住在西馬紹納蘭省境內其他區份，12,334人居住在外省，259人居住在國外。此區之住戶計35,701戶，每戶住戶平均成員人數4.2人。